# Helvetia Holding
Helvetia Holding AG (SIX: HELN
) er et schweizisk forsikringsselskab. Det har eksisteret siden 1858, og det har været organiseret med et holdingselskab siden 1996. Deres hovedkvarter er i St. Gallen. Helvetia har 12.500 ansatte. Helvetia har også genforsikringsselskab.